# Emilia Márquez de la Plata
Emilia Márquez de la Plata Guzmán (1825-13 de junio de 1889) fue una mujer chilena, cónyuge del presidente Domingo Santa María, y como tal, ostentó el cargo protocolar de primera dama de la Nación durante su gobierno, entre 1881 y 1886.

## Biografía
Hija de Fernando Márquez de la Plata Encalada, político y militar peruano-chileno, y María del Carmen Guzmán y Fontecilla. El 7 de junio de 1846 contrajo matrimonio en Santiago con Domingo Santa María González, con quien tuvo cinco hijos; Ignacio, Domingo, Emilia, María Luisa y Fernando.
Su cónyuge asumió la presidencia de la República en 1881, convirtiéndose en primera dama. Durante su gestión impulsó la beneficencia con los veteranos de la guerra del Pacífico, y por su propia formación conservadora y fervor religioso debió enfrentar fuertes críticas por las leyes laicas impulsadas por el presidente Santa María. De hecho, se dice que asistía diariamente a misa y recibía la comunión, «para salvar el alma de su marido», promotor de la separación Iglesia-Estado.
Falleció el 13 de junio de 1889, y un mes después, el 18 de julio, falleció Domingo Santa María. Los restos del matrimonio yacen en el mausoleo familiar ubicado en el Cementerio General de Santiago.